# Merlin l'Enchanteur (film, 1963)
Pour les articles homonymes, voir Merlin l'Enchanteur (homonymie) et The Sword in the Stone.
Vous lisez un « article de qualité » labellisé en 2012.  Il fait partie d'un « thème de qualité ».
Série Classiques d'animation Disney
Les 101 Dalmatiens
(1961) Le Livre de la jungle
(1967)
Pour plus de détails, voir Fiche technique et Distribution.
Merlin l'Enchanteur (The Sword in the Stone) est le 22e long-métrage d'animation et le 18e « Classique d'animation » des studios Disney. Sorti en 1963, il est adapté du livre de Terence Hanbury White, L'Épée dans la pierre (1938) et s'inspire librement du magicien Merlin, célèbre personnage de la légende arthurienne.
Le film reprend des thèmes habituels de Disney, le monde médiéval et la magie, mais pour de nombreux auteurs cette adaptation d'une légende ne possède pas les qualités d'un « Classique de Disney ». La genèse du film doit essentiellement à l'obstination d'un homme, le scénariste Bill Peet, qui développe seul la majeure partie de la trame du film, histoire et personnages compris. Mais la production de l'œuvre se fait à une période où le studio et la société Disney se consacrent à d'autres sujets, les films en prises de vue réelles, la télévision ou les parcs à thèmes. Si les longs-métrages d'animation sont relégués au second plan, c'est également pour des raisons budgétaires. 
Les critiques attribuent l'échec de Merlin l'Enchanteur au sujet du film en lui-même, au scénariste et à son adaptation de l'histoire de White, au réalisateur Wolfgang Reitherman pour avoir adopté un style inapproprié, ainsi qu'aux acteurs ayant prêté leur voix aux personnages. Mais la plupart des critiques reconnaissent la qualité artistique du film, ne serait-ce qu'en raison du duel final entre magiciens, qui voit s'opposer Merlin et Madame Mim dans une succession de métamorphoses. En résumé, Merlin l'Enchanteur possède une animation de qualité mais n'a pas marqué le public.

## Synopsis
1166, avec la mort de son roi lequel n'ayant pas de fils, l'Angleterre est plongée dans l'obscurantisme. Près de Londres, apparaît ensuite une épée enfichée dans une pierre en forme d'enclume associée à un message : « Celui qui pourra arracher cette épée de l'enclume scellée dans la pierre, sera digne d'être Roi, souverain maître de l'Angleterre. »  Ainsi, le seul espoir devient que quelqu'un retire de l'enclume dans laquelle elle est fichée l'épée du roi le désignant comme nouveau souverain et mettant fin à cette période troublée.
Quelques années plus tard, dans les alentours de Londres, un jeune garçon de 12 ans surnommé Moustique, orphelin et employé chez sire Hector, rêve de devenir écuyer. Moustique est en réalité Arthur, fils du roi. Alors qu'il participe à une partie de chasse avec Kay, le fils de son seigneur, il empêche accidentellement ce dernier de tuer une biche. Moustique décide, pour se faire pardonner, de retrouver la flèche perdue. Ainsi, il découvre la cabane de Merlin, un magicien qui vit avec Archimède, son hibou savant. Merlin décide de devenir le tuteur de Moustique et le raccompagne ainsi chez Hector. Il tente de convaincre Hector, le père adoptif de Moustique, que la magie existe en créant un blizzard, mais Hector n'accepte pas qu'il devienne le tuteur de son fils. Quand Merlin disparaît, Hector change d'avis. Peu après, le Sire Pélinore, un ami d'Hector arrive au château et annonce que le tournoi annuel de chevalerie aura lieu le jour de l'an à Londres. Le vainqueur du concours doit être proclamé roi du pays. Hector propose que Kay participe au tournoi et lui demande de s'entraîner sérieusement, Moustique devant lui servir d'écuyer.
De son côté, Merlin poursuit l'éducation d'Arthur tandis que ce dernier assiste également Kay dans son entraînement pour le tournoi de Londres. Afin de lui apprendre des notions, Merlin utilise la magie. Ainsi pour lui enseigner la physique, il transforme Moustique en poisson dans les douves du château. Mais un brochet l'attaque et Archimède sauve Arthur. Il raconte ses aventures à son père adoptif qui ne le croyant pas le punit à faire des travaux ménagers en cuisine. Merlin enchante les assiettes et couverts pour qu'ils se lavent seuls afin d'enseigner d'autres sujets à Arthur.
Merlin transforme ensuite le jeune garçon en écureuil pour lui faire appréhender la notion de gravité. Mais à peine sauvé d'un loup affamé par un jeune écureuil femelle, Arthur doit faire face à ses avances amoureuses. Merlin prend l'apparence d'un écureuil et il est également confronté à une plantureuse congénère éperdue d'amour. Une fois les femelles esquivées, Merlin et Arthur rentrent au château. Hector accuse Merlin d'avoir utilisé la magie noire sur la vaisselle et lui reproche d'avoir empêché Arthur de faire son travail. Comme Arthur prend la défense de Merlin, Hector lui retire le poste d'écuyer de Kay pour le tournoi de Londres et nomme Hobbs à sa place.
Merlin s'excuse. Archimède décide de reprendre l'éducation d'Arthur lorsqu’il comprend que celui-ci ne sait ni lire ni écrire. Pour sa troisième leçon après une discussion sur l'avenir et les machines volantes, Merlin transforme Arthur en moineau, Archimède se proposant de lui apprendre à voler. Mais un faucon prend Arthur pour proie. Arthur se réfugie dans une cabane en passant par la cheminée, celle d'une méchante sorcière nommée Madame Mim. Cette dangereuse sorcière utilise la triche et la magie. Elle s'attaque à Arthur et alors qu'elle l'a presque tué, Merlin intervient. Un duel de magiciens s'engage durant lequel Mim triche et Merlin use de son intelligence pour la contrer. Le combat se transforme en une suite de transformations principalement en animaux de plus en plus grands. Mim triche à nouveau et disparaît, brisant une règle du combat, puis se transforme en un animal légendaire, un dragon. Merlin pour la vaincre se transforme en un microbe et infecte Mim. Il démontre ainsi la supériorité de la réflexion sur la force brute.
Le jour du tournoi, Hobbs a les oreillons. Hector le remplace donc par le jeune Arthur comme écuyer de Kay. Lorsqu'Arthur court annoncer cette nouvelle à Merlin, celui-ci en déduit qu'Arthur semble préférer la guerre aux études. Arthur lui explique qu'étant orphelin, la meilleure position sociale qu'il puisse atteindre est celle d'écuyer. Merlin est tellement contrarié et découragé qu'il abandonne Arthur et s'en va prendre des vacances au XXe siècle à Saint-Tropez (les Bermudes dans la VO).
Hector, Kay, Pélinore, Arthur et Archimède se rendent à Londres pour le tournoi. Mais Arthur s'aperçoit qu'il a oublié l'épée de Kay dans une auberge désormais fermée en raison des joutes. Arthur part à la recherche d'une épée et grâce à Archimède en trouve une emprisonnée dans une enclume. Il retire l'épée de sa prison et court rejoindre Hector et Kay. Le Chevalier noir reconnaît l'épée royale et suspend le tournoi. Il demande comment l'écuyer a pu délivrer l'épée de l'enclume. Hector remet l'épée dans son socle et différents hommes tentent de l'extraire, en vain. Arthur sous l'instance de Pélinore et du Chevalier noir, essaie à son tour et parvient à l'extraire à nouveau. Il est reconnu alors comme roi d'Angleterre. Merlin, quant à lui, est de retour de son voyage au XXe siècle et reste près de son élève afin de l'aider dans sa tâche.

## Fiche technique
- Titre original : The Sword in the Stone
- Titre français : Merlin l'Enchanteur
- Réalisation : Wolfgang Reitherman
- Scénario : Bill Peet d'après L'Épée dans la pierre de Terence Hanbury White
- Conception graphique :
  - Direction artistique : Ken Anderson
  - Conception des personnages : Milt Kahl et Bill Peet
  - Cadrage (Layout) : Don Griffith, Basil Davidovich, Vance Gerry, Sylvia Cobb, Dale Barnhart et Homer Jonas
  - Décors : Walt Peregoy, Bill Layne, Al Dempster, Anthony Rizzo, Ralph Hulett et Fil Mottola
- Animation :
  - Supervision : Milt Kahl, Frank Thomas, Ollie Johnston et John Lounsbery
  - Animation des personnages : Hal King, Eric Larson, Eric Cleworth, John Sibley, Cliff Nordberg, Hal Ambro et Dick Lucas
  - Effets spéciaux : Dan McManus, Jack Boyd et Jack Buckley
- Son : Robert O. Cook (supervision)
- Montage : Donald Halliday et Roy M. Brewer Jr. (film) ; Evelyn Kennedy (musique)
- Musique :
  - Compositeur : George Bruns
  - Chansons : Richard M. Sherman et Robert B. Sherman
  - Orchestrations : Franklyn Marks
- Production : Ken Peterson
- Société de production : Walt Disney Productions
- Société de distribution : Buena Vista Pictures Distribution
- Pays d'origine :  États-Unis
- Langue originale : anglais
- Format : Couleurs - 35 mm - 1,37:1 (1,75:1 étendu[1]) - son mono (RCA Sound System)
- Durée : 79 minutes
- Dates de sortie : 
  - États-Unis : 25 décembre 1963
  - France : 16 décembre 1964

Sauf mention contraire, les informations proviennent des sources suivantes : Leonard Maltin, John Grant, Pierre Lambert,, Jerry Beck et IMDb.

## Distribution

### Voix originales
- Karl Swenson : Merlin
- Rickie Sorensen, Richard Reitherman et Robert Reitherman[3] : Arthur « Wart »[8] (« Moustique »)
- Junius Matthews : Archimedes (Archimède)
- Sebastian Cabot : Sire Ector (Sire Hector) / Narrator (narrateur)
- Norman Alden : Kay
- Alan Napier : Sire Pelinore (Pélinore)
- Martha Wentworth : Granny Squirrel (grand-mère écureuil) / Madam Mim (Madame Mim) / Scullery Maid (fille de cuisine)
- Ginny Tyler : Little Girl Squirrel (jeune femelle écureuil)
- Thurl Ravenscroft : Black Bart[3] (Chevalier noir) / Additional voices (voix additionnelles)
- Barbara Jo Allen : Scullery Maid (fille de cuisine)
- Jim MacDonald : Wolf (le loup) / Additional voices (voix additionnelles)
- Tudor Owen :  Knight in Crowd (chevalier dans la foule) / Additional voices (voix additionnelles)

### Voix françaises
- Alfred Pasquali : Merlin
- Dominique Collignon-Maurin : Arthur Pendragon dit « Moustique »
- René Hiéronimus : Archimède
- Claude Bertrand : sire Hector
- Jacques Balutin : Kay
- Jacques Ciron : le seigneur Pélinore
- Lita Recio : Madame Mim
- Armand Mestral : le Chevalier noir
- Henriette Marion : la cuisinière
- Jean-Pierre Duclos : le narrateur
- Jean Cussac : chanteur soliste

Sources : Carton DVD et Pierre Lambert

## Distinctions
- Oscars 1964 : Nomination à l'Oscar de la meilleure musique de film

## Sorties cinéma
Sauf mention contraire, les informations suivantes sont issues de l'Internet Movie Database.

### Premières nationales
- Royaume-Uni : début décembre 1963[10]
- États-Unis : 25 décembre 1963
- Japon : 18 juillet 1964
- Mexique : 10 décembre 1964
- Suède : 14 décembre 1964
- France : 16 décembre 1964
- Allemagne de l'Ouest : 17 décembre 1964
- Italie : 23 décembre 1964
- Danemark : 26 décembre 1964
- Norvège : 26 décembre 1964
- Finlande : 17 décembre 1965
- Espagne : 20 décembre 1965

### Ressorties principales
- États-Unis : 22 décembre 1972, 11 mars 1983 (limitée), 25 mars 1983
- Italie : 14 décembre 1973
- Finlande : 16 avril 1976
- Allemagne de l'ouest : 6 octobre 1978
- France : 17 mars 1976[11], 21 mars 1984, 1er mars 1990[11]
- Norvège : 3 mai 2000

## Sorties vidéo
- 1988 - VHS avec format 4/3 (plein écran)
- Automne 1991 - VHS (Québec) avec format 4/3
- 17 mai 1992 - VHS avec format 4/3
- Automne 1994 - VHS avec format 4/3
- Automne 1994 - LaserDisc avec format 4/3
- 28 octobre 1994 - VHS (Québec)
- 1996 - VHS avec format 4/3
- 2000 - DVD avec format 4/3
- 20 mars 2001 - VHS et DVD (Québec) dans la collection « Classiques or »
- 25 avril 2003 - VHS et DVD avec format 4/3 incluant Le Brave Petit Tailleur et Chevalier d'un jour
- Juin 2008 - DVD (Québec)
- 3 décembre 2008 - DVD Edition Exclusive 45e anniversaire

## Origine et production

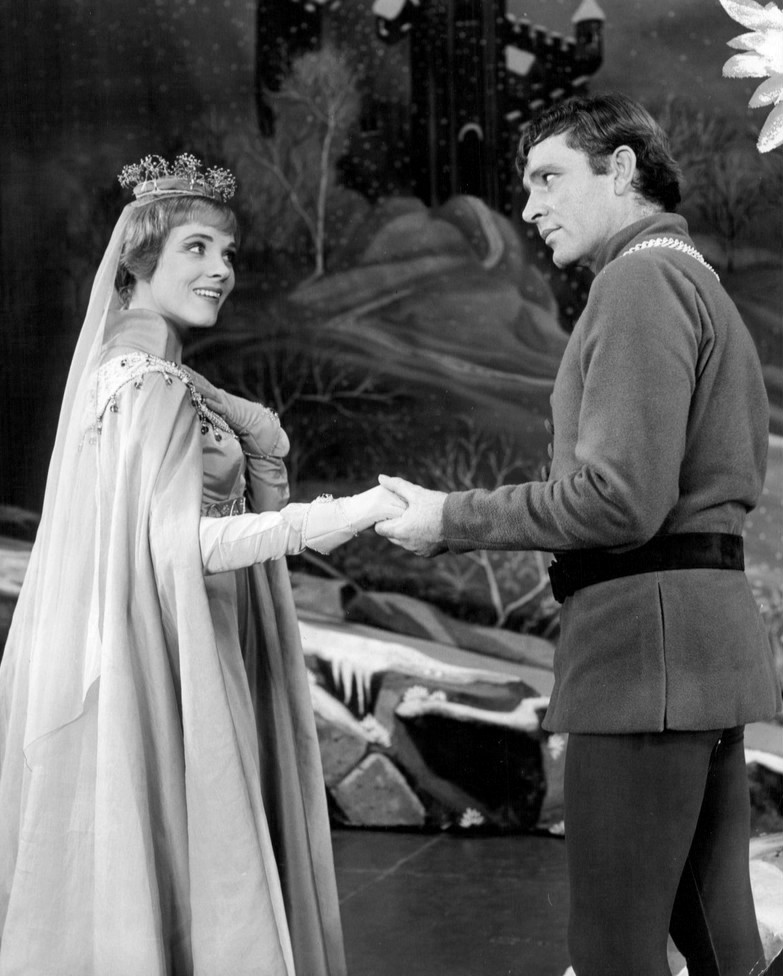
Julie Andrews et Richard Burton dans Camelot (1960).

Disney achète les droits d'adaptation du livre de T. H. White dès 1939, soit l'année suivant sa publication. Mais en raison des nombreux projets du studio, l'intérêt de Walt Disney pour cette histoire ne resurgit qu'en 1959 avec le succès de la comédie musicale Camelot (1960) dont la vedette est Julie Andrews, future Mary Poppins. L'équipe de Disney retient uniquement le premier tome de la tétralogie écrite par White,.
L'échec commercial de La Belle au bois dormant sorti en 1959, lequel a coûté plus de 6 millions de dollars, a surpris et choqué Walt Disney au point que des rumeurs circulèrent sur le fait que le studio va arrêter la production des longs métrages d'animation. Cependant, Disney déclare que deux productions sont en cours : la première une histoire sur des chiens, Les 101 Dalmatiens (1961), la seconde sur l'enfance du roi Arthur, Merlin l'Enchanteur. Ce projet doit coûter deux fois moins cher que La Belle au bois dormant. Walt Disney annonce parallèlement la reprise de la réalisation de courts métrages arrêtée en 1956 avec un recentrage de la production sur les longs métrages et la télévision, à raison d'un long métrage d'animation tous les deux ans, ce qu'il pense être la capacité d'absorption du public.

### Un projet difficile

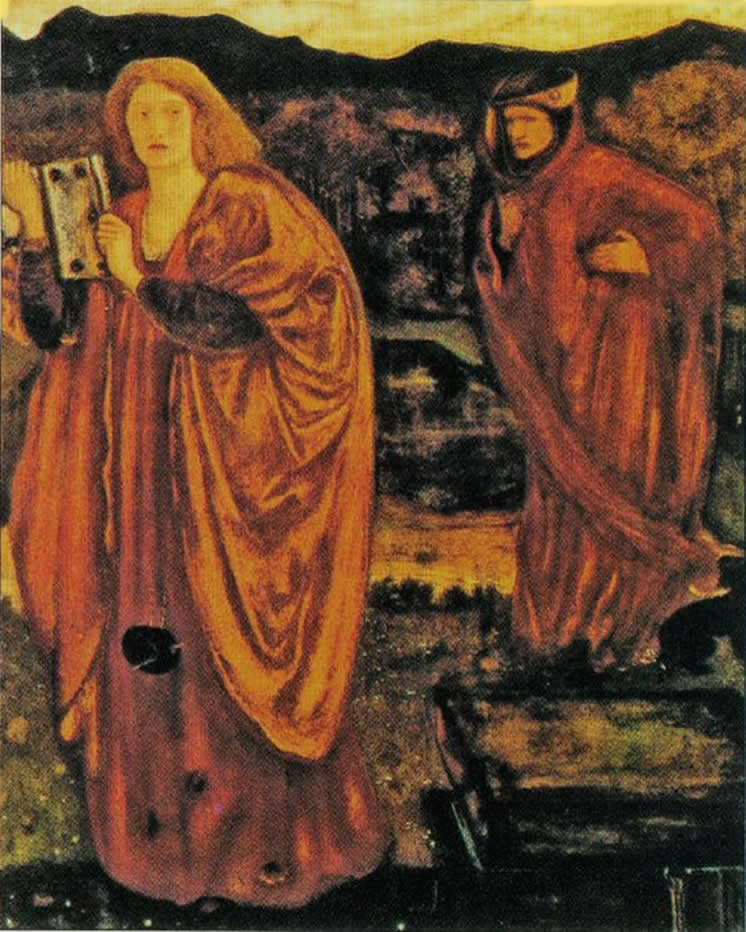
Merlin and Nimue, illustration de l'ouvrage Stories of King Arthur and His Knights de U. Waldo Cutler par Edward Burne-Jones (1861).

On peut considérer Merlin l'Enchanteur comme miraculé, car le scénariste Bill Peet, intéressé par l'histoire de White dès la parution du livre, parle de ce projet à Walt Disney mais celui-ci n'est guère enthousiaste. David Koenig ajoute même qu'il a été réalisé contre l'avis des animateurs souhaitant travailler sur Chantecler. Disney pense que le sujet est trop anglais, trop localisé et inadapté pour un dessin animé. Le scénariste décide donc d'y travailler seul et réalise l'intégralité de l'histoire sur des story-boards et développe brièvement chaque personnage. Il réalise un scénario de 51 pages qu'il présente le 2 octobre 1961.
Pendant ce temps, plusieurs animateurs, dont Wolfgang Reitherman, Ken Anderson, Milt Kahl, Frank Thomas, Ollie Johnston et Marc Davis, travaillent six mois sur un manuscrit, des storyboards et des dessins préparatoires pour Chantecler. Peet explique aux animateurs que le scénario de Chantecler est trop bizarre pour fonctionner et qu'il est impossible de rendre un coq sympathique. Lors de la présentation du projet à Walt Disney, celui-ci rejette le projet et préfère la proposition de Peet. Ce dernier aurait ainsi réussi à écarter le projet de Chantecler. Disney demande alors aux animateurs, presque contraints, de réaliser Merlin l'Enchanteur d'après le travail de Peet.
Pour Thomas et Johnston, le storyboard réalisé par Peet pour la séquence de chasse avec Arthur, Kay et le loup montre à la fois son expérience et sert également d'exemple de présentation de deux personnages et de leurs personnalités au travers d'actions, d'interactions et de dialogues soulignant leur relation. Ce n'est qu'après avoir vu la scène où Merlin entasse tous ses effets dans une valise grâce à sa baguette magique, qui l'éblouit, que Walt Disney change finalement d'avis. Il nomme alors Wolfgang Reitherman au poste de réalisateur, sa première participation seul à ce poste pour un long métrage. Ce vétéran des studios Disney, membre des Nine Old Men, va réaliser quasiment tous les chefs-d'œuvre de la décennie des années 1960,.
Toutefois, Disney n'est pas totalement emballé et une conséquence est la faible équipe engagée dans le projet, 38 artistes au crédit du film au lieu des 50 dans la précédente production Les 101 Dalmatiens. Malgré cette mise en production, Peet quitte le studio en 1964 lors de la production du Livre de la jungle (1967), pour se consacrer à la littérature enfantine. Disney confie à Vance Gerry et Ken Anderson le développement du style graphique. À la sortie de La Belle au bois dormant en 1959, Walt promet que le public pourra voir « les combats que se livreront les bons et les mauvais enchanteurs se disputant l'âme et l'avenir du futur roi... » Malgré ces propos, Walt participe très peu à la production du film entre autres pour des raisons médicales, son état de santé se dégradant.

### Développement du scénario
Le scénario réécrit par Bill Peet retire l'excentricité anglaise du livre de White, lui ôte sa complexité selon Koenig. Frank Thomas et Ollie Johnston résument le scénario de Merlin l'Enchanteur à une suite d'incidents survenant à Arthur et l'aidant pour son futur. Peet a retiré la plupart des personnages non cruciaux et extrait la légende arthurienne de tous les mythes. Son principal changement, motivé par des considérations personnelles comme il l'a expliqué dans une interview à Charles Solomon, a été pour Arthur de lui faire tenir tête à Merlin au sujet de son avenir, le jeune garçon voulant être chevalier. Les 90 chiens de chasse sont réduits à deux, Pélimore n'est plus qu'un simple messager et non un roi excentrique chassant une mystérieuse bête et le fauconnier d'Hector nommé Hobs disparaît. Les cinq transformations d'Arthur sont réduites à trois. Lambert précise que de nombreuses scènes présentes dans le livre ont été écartées pour des raisons budgétaires. Le budget du film est estimé à 40 % de celui des 101 Dalmatiens, valorisé lui entre 3 et 4 millions d'USD.
L'histoire originale ne présente pas ou peu de méchants et le fait de se concentrer sur la jeunesse d'Arthur sous le tutorat de Merlin réduit les possibilités scénaristiques. Les personnages sont donc dans un premier temps confrontés à différents périls lors de l'éducation d'Arthur avec la rencontre de la Némésis de Merlin, madame Mim. Mais les deux auteurs notent que l'histoire ne permet au personnage que de brèves apparitions.

Cet élément du scénario, les métamorphoses, va à l'encontre des principes de base de l'animation énoncés par Thomas et Johnston : 

« Si un animal porte un costume d'humain, quel qu'il soit, le public accepte qu'il possède des attributs anthropomorphiques. Mais si l'animal n'a que sa fourrure naturelle et qu'il se met à parler ou gesticuler, le public se sent indisposé. Si l'animal parodie l'activité humaine comme dans Robin des Bois, il n'est plus utile de restreindre les mouvements du personnage à ceux imposés par la nature. [Autre corollaire] si l'histoire des animaux est vue au travers de la vision humaine comme La Belle et le Clochard ou Les 101 Dalmatiens, il faut qu'il soit le plus réaliste possible, sinon la magie s'écroule. »

Dans Merlin l'Enchanteur, les métamorphoses de Merlin et Arthur nécessitent de rendre l'humain transformé en animal à la fois réaliste comme animal par rapport aux autres animaux imités pour le public et reconnaissable comme humain transformé. La solution a été de restreindre les mouvements de l'humain à ceux imposés par sa nature temporaire d'animal mais d'ajouter un maniérisme ; ainsi l'humain garde son esprit, mais est convaincant pour ses congénères d'infortune.

### Utilisation de la recette des «Classiques Disney»

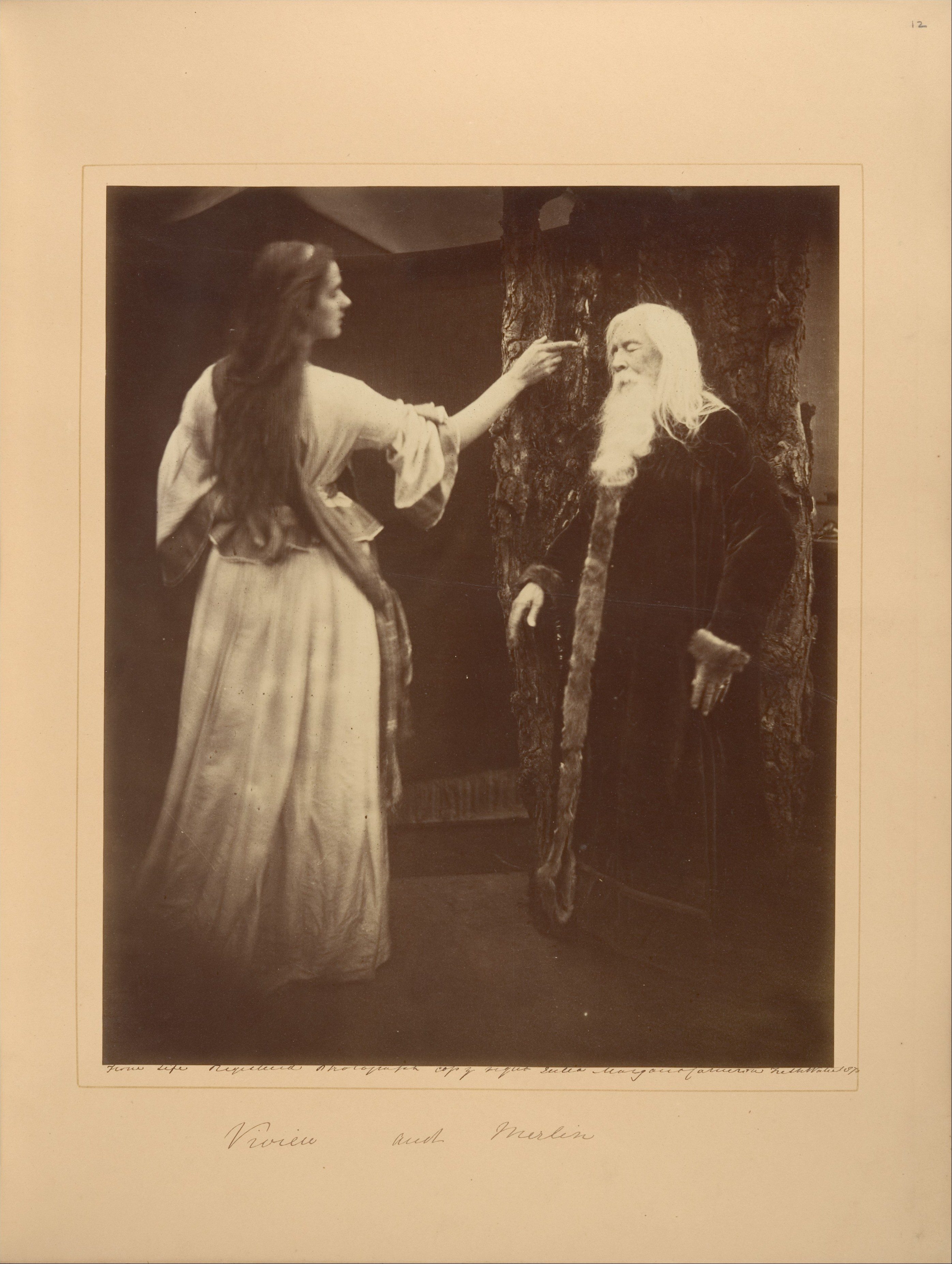
Merlin et Viviane par Julia Margaret Cameron (1874).

Le générique de début du film reprend le principe du livre de conte qui s'ouvre (ici L'Épée dans la pierre de Terence Hanbury White), principe initié par Blanche-Neige et les Sept Nains (1937) qui permet de planter le décor et les bases de l'histoire. Plusieurs éléments du scénario ont été retravaillés pour toucher le public américain des années 1960. Ainsi comme le remarque Leonard Maltin, le film allie dialogues comiques et anachronismes, à l'exemple de la scène finale où Merlin revient des Bermudes avec des lunettes de soleil, un T-shirt fleuri et un bermuda, léquels éléments à l'époque, n'existent pas. On peut aussi faire un parallèle entre cette scène et la scène finale d'Aladdin (1992) dans laquelle le Génie revient d'un voyage à Hawaï. Mais alors que cette apparition hawaïenne est une forme d'hommage à Robin Williams, qui prête sa voix au personnage en VO et qui incarne un touriste enjoué dans un court métrage pour le parc Disney-MGM Studios, la tenue de Merlin est simplement une parodie des publicités télévisées de l'époque.
Le film comprend quelques scènes obligatoires pour un « Classique d'animation », ce que Leonard Maltin nomme des « beauty shots », essentiellement des décors majestueux comme les tableaux stylisés du générique ou la tour dans laquelle vit Merlin. Le film comporte aussi trois éléments qui expriment l'essence du décor de Disney, la maison, le village et le château traités tous trois sur le mode nostalgique lié à l'usage de sources d'inspirations médiévales ou néogothiques.
Le point culminant du film est le duel de magiciens entre Merlin et Mme Mim, qui comprend de nombreuses idées visuelles ingénieuses, Mim adoptant des formes animales de plus en plus vicieuses jusqu'à devenir un dragon cracheur de feu. Mais ce sont les propres métamorphoses d'Arthur et Merlin en animaux dans le reste du film qui véhiculent l'essentiel de l'action et des rires : Arthur est ainsi transformé en un poisson poursuivi par un brochet, puis en écureuil poursuivi cette fois par une congénère entreprenante, Merlin étant pour sa part courtisé par une femelle plus âgée. Ce combat de magiciens rythmé par des transformations animalières est un ressort scénaristique déjà utilisé par Lotte Reiniger dans Les Aventures du prince Ahmed (1926) mais aucun auteur ayant eu accès aux archives Disney n'indique que cette œuvre ait été connue des animateurs du studio. Le combat de Merlin et madame Mim, conçu par Bill Peet, a été animé principalement par Milt Kahl qui a cherché à conserver la personnalité des adversaires au travers et malgré leurs nombreuses transformations.
Dans la recherche du réalisme, présente depuis Blanche-Neige et les Sept Nains, Sandra Gorgievski note que le film dépeint le Moyen Âge de façon plus réaliste que les productions précédentes. Ainsi « le château de Sire Hector est assez misérable, entouré d'un fossé chétif faisant office de douve. Merlin est installé dans une tourelle venteuse à demi en ruine, inondée par temps de pluie. » À l'opposé, pour satisfaire son public et proposer un château de rêve, Arthur se fait couronner dans un château digne de ce nom avec une salle du trône splendide.

### Personnages

#### Arthur, Merlin et Archimède

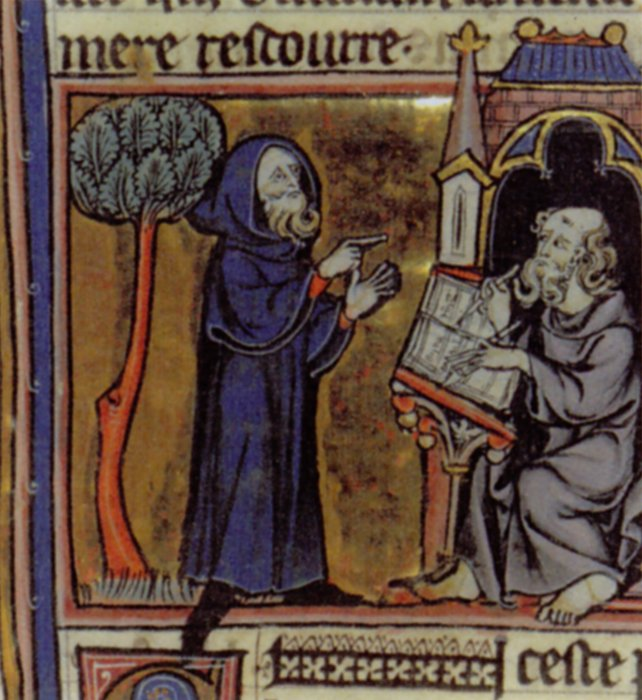
Merlin l'Enchanteur, enluminure d’un manuscrit français du XIIIe siècle.

Arthur à l'instar de nombreux protagonistes de Disney est dessiné pour être assez anonyme. Le surnom d'Arthur en anglais est « Wart » ce qui signifie « verrue » et est beaucoup plus désobligeant que le « Moustique » francophone. Ce surnom donné par Hector provient de la prononciation assez proche avec « Art », le premier phonème d'Arthur. Assez maigre, il porte une tenue brune et des cheveux blonds. Koenig note qu'il n'est jamais fait mention du père d'Arthur, le roi Uther, qui légitime normalement sa prédisposition au trône, ce que Peet a remplacé par la prédestinée. Il ajoute que comme Walt n'a pas lu le livre de White, il n'a jamais vu la différence. Arthur a un comportement assez serviable, étant le serviteur obéissant de Kay puis prenant Sire Hector comme son mentor et acceptant l'autorité de Merlin sans rechigner une fois qu'il survient. Mais durant son éducation par Merlin, il provoque des catastrophes à cause de l'usage de la magie. Dans le monde animal, il devient une proie et seules les interventions d'Archimède ou de Merlin lui permettent de rester en vie. Ces éléments font de son ascension au trône une pure ironie, trait qui justifie le développement du personnage.
Merlin, supervisé par Milt Kahl et animé par Ollie Johnston, possède une longue barbe et des pouvoirs surnaturels, mais a perdu la notion du temps. Jef Kurtti le résume ainsi : longue barbe, robe bleue flottante, chapeau pointu, Merlin ressemble aux magiciens des contes et comptines, doué en prestidigitation, enchantements, charmes et voyage dans le temps. Koenig et Lambert indiquent que d'après la biographie de Peet, Merlin a été conçu en prenant pour modèle Walt Disney, Peet précisant que dans ses esquisses il s'agit du nez de Walt. Peet a repris du sorcier vieillard capricieux et avare de White son esprit parfois espiègle et extrêmement intelligent. Mais il devient un magicien gâteux qui oublie ses formules magiques. Un élément constant et distinctif est la couleur bleue, associée à sa robe et son chapeau pointu qu'il conserve lors de ses transformations. Dans le livre, cette robe comporte les douze signes du zodiaque et des signes cabalistiques, mais pour faire des économies de dessins et d'encrage, ils ont tous été supprimés. En plus de perdre la notion de l'époque dans laquelle il vit, il perd aussi constamment des objets. Cette mauvaise mémoire en fait le personnage de Disney le plus amnésique concurrencé seulement par le colonel Hathi du Livre de la jungle, long métrage d'animation suivant sorti en 1967.
Ce caractère a été accentué par le fait que le personnage évoque régulièrement des objets inexistants, du moins pas encore inventés à son époque et aussi, par un voyage aux Bermudes mais, au XXe siècle. Il évoque ainsi les avions, le journal The Times ou la sphéricité de la Terre,. Il porte de même des verres correcteurs, tantôt sous la forme de besicles, inventées au XIIIe siècle, tantôt sous la forme de lunettes à branches, inventées en 1728 ; d'un plan à l'autre, les branches apparaissent ou disparaissent sans raison. Sa magie lui permet de faire le ménage, usant même de balais enchantés rappelant ceux de L'Apprenti sorcier de Fantasia (1940),, tâche aussi confiée à la magie par les trois fées-marraines de La Belle au bois dormant (1959).
Archimède est le hibou de Merlin, qui compense l'excentricité et la jeunesse d'esprit du magicien par un esprit sain et analytique. Il possède une forme de folie en raison de sa logique et de son côté terre à terre en opposition avec celle de Merlin. Il s'est pris d'affection pour Arthur et le protège de plusieurs prédateurs. Richard Schickel classe Archimède dans la catégorie « des petits personnages créés ou développés par le studio aidant le principal protagoniste » tels que Timothée dans Dumbo (1941) ou Clochette dans Peter Pan (1953), à la seule exception qu'un hibou parlant est présent dans le livre original.

#### Madame Mim
Madame Mim est une femme rondelette, peu attrayante toujours habillée de rose ou de mauve avec des cheveux gris. Elle a été animée par Frank Thomas dans un style montrant un contraste entre des actions violentes et d'autres retenues et souligné par des accélérations brutales de tempo. Mim est également animée par Milt Kahl, en charge du duel des magiciens.
À la différence du personnage de White qui est une très belle femme aux yeux noirs d'une trentaine d'années, Peet imagina une petite vieille laide et aux cheveux hirsutes. La première rencontre avec le personnage montre madame Mim comme trichant au solitaire, illustrant ainsi son manque total de morale. Elle peut se transformer en n'importe quoi, ce qui conjugué à ses mensonges, son caractère de mauvais joueur et de mauvais perdant en fait un redoutable adversaire pour Merlin. La ruse est le seul trait de caractère restant du personnage original. Le personnage semble avoir été conçu comme l'étape intermédiaire entre une jeune fille gâtée et une vieille sorcière grincheuse. L'intérieur de la maison de madame Mim a été imaginé par Ken Anderson. Sa voix originale est celle de Martha Wentworth, ayant déjà collaboré avec Disney dès 1935 dans le court-métrage Qui a tué le rouge-gorge ?.
Pour John Grant, elle a été conçue pour ne servir qu'un but, celui d'avoir un personnage mémorable. Pour Frank Thomas et Ollie Johnston, elle est vivante, vibrante et comique à animer, mais ne fait que des apparitions. Elle se considère comme la plus puissante magicienne et requiert un duel avec Merlin. Jeff Kurtti écrit qu'elle s'est autoproclamée à ce statut, qu'elle est égomaniaque, excentrique et instable. Malgré sa grande force magique, Merlin parvient à la vaincre après une longue série de métamorphoses en usant d'esprit et non de muscle, l'une de ses assertions préférées. La métamorphose ultime de madame Mim est en dragon indiscipliné et impulsif que l'on peut comparer au dragon démoniaque qu'est Maléfique dans La Belle au bois dormant (1959) ou avec celui plus raffiné et poétique du Dragon récalcitrant (1941). Kurtti la classe parmi les personnages dotés de pouvoirs magiques, plutôt gentils, aux côtés de Merlin et du génie d'Aladdin et non parmi les méchants comme la Reine-sorcière de Blanche-Neige ou Maléfique de La Belle au bois dormant.

#### Seigneurs et cour

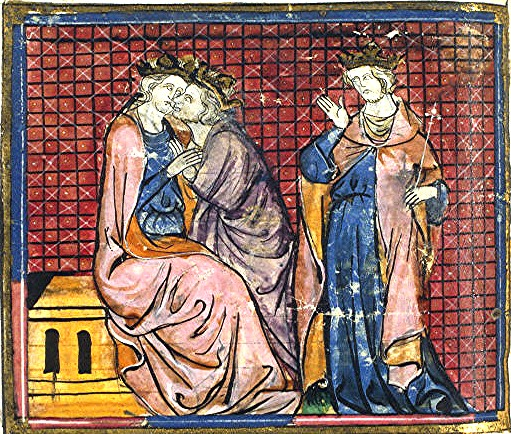
Hommage au roi Arthur, enluminure du XIVe siècle Bibliothèque nationale de France.

La famille adoptive d'Arthur est composée de Sire Hector, le père et maître du Château de la Forêt sauvage et de son fils Sire Kay, tous deux animés par Milt Kahl. Sire Hector est un grand rouquin moustachu, grossier mais bon. Il fait partie des personnages manquant d'imagination et de compréhension, il est en plus autoritaire et prend des décisions hâtives. Il a recueilli Arthur et le traite comme un serviteur, mais cette forme d'esclavage ne semble pas être la raison première de l'adoption. Hector est dévoué à son fils, persuadé qu'il a l'étoffe d'un chevalier, mais il est l'un des premiers à reconnaître la royauté d'Arthur une fois l'épée sortie de la pierre.
Sire Kay est lui un jeune homme rustre et bien bâti, qui selon Grant justifie l'abolition de l'aristocratie. Il ne ressent pas de joie et éprouve seulement la vulgarité d'un ego dur à la détente. Les animateurs Frank Thomas et Ollie Johnston considèrent l'animation des personnages de Kay et de Sire Hector par Milt Kahl comme « les meilleures figures humaines jamais faites au studio » sans le support de films de référence avec acteurs. Pour rappel, une méthode de production remontant à Blanche-Neige et les Sept Nains (1937) consiste à tourner un film avec acteurs pour aider les animateurs dans l'animation des personnages, ce n'est donc pas le cas pour ces personnages de Merlin l'Enchanteur.
Un autre seigneur est Sire Pélimore, un honnête chevalier, grand et maigre avec une pomme d'Adam proéminente et aux cheveux virant au gris. Il vient avertir Hector et Kay du tournoi. Il donne même quelques cours de joute à Kay avant d'accompagner la maisonnée d'Hector à Londres. Graphiquement il se rapproche du personnage du Chevalier blanc développé pour Alice au pays des merveilles (1951) mais qui a été supprimé au profit d'un autre scénario. Pélimore est avec le Chevalier noir le premier à demander qu'Arthur essaye à nouveau de retirer l'épée de la pierre.
Deux autres humains ont été légèrement plus développés que les nombreux figurants anonymes, le premier étant la cuisinière dont le seul rôle est de pousser un cri perçant pour montrer la dangerosité de Merlin quand il use de magie. Le second est le Chevalier noir, Black Bart en anglais, qui participe au tournoi et soutient Pélimore pour qu'Arthur fasse une seconde tentative de retirer l'épée de la pierre.

#### Les animaux
John Grant liste aussi quelques personnages mineurs :
- la grenouille-taureau et Pike le monstrueux poisson rencontré dans l'étang[50] ;
- les deux écureuils femelles, une jeune et une âgée poursuivant respectivement Arthur et Merlin et animées par Frank Thomas[30],[50] ;
- le faucon fondant sur Arthur alors transformé en moineau que Merlin parvient à faire fuir sans transformation car, d'après Grant, le merlin est aussi un rapace, aussi nommé faucon émerillon[50] ;
- le loup que Moustique rencontre à plusieurs reprises[60] animé par John Lounsbery[30],[61]. L'animation du loup épuisé, gueule ouverte, est donnée comme exemple par Frank Thomas et Ollie Johnston pour expliquer les principes développés par Hamilton Luske d'ajouter des éléments de dessins extrêmes pour mieux renforcer les expressions des personnages, dans le cas présent des sourcils et des joues[61] pour exprimer le sentiment de frustration[62]. Koenig et Brode le rapprochent de Vil Coyote[22],[63] ;
- Tiger et Talbot, les deux chiens du seigneur Hector, en compétition avec ses maîtres pour ce qui est de la goinfrerie, mais qui débordent d'affection pour Arthur[60].

Chaque animal possède une personnalité propre bien qu'assez stéréotypée et l'ensemble des animaux respectent la contrainte qu'un méchant doit seulement être crédible et laisser la priorité à l'histoire.

### Musique
Pour Merlin l'Enchanteur, Walt Disney confie la musique à un duo d'auteur-compositeur, les frères Sherman, qu'il a engagés à plein temps en 1960. Les Sherman remplacent Paul J. Smith qui quitte le studio en 1962 après 28 ans de carrière chez Disney. Ils composèrent les chansons trois ans avant la sortie du film.
Leur façon de travailler sur Merlin a été assez simple, Bill Peet leur donna le scénario et pointa quelles séquences doivent avoir une chanson, pour la plupart le texte de Peet devient les paroles. Une seule fait exception, la chanson pour madame Mim, lequel selon Richard Sherman est un concept sans chanson pour lequel ils ont proposé de composer une musique pour cette séquence. Du fait de cette première participation à un long métrage d'animation, ils doivent découvrir la méthode de production. Ainsi, les personnages ne possèdent pas ou peu de thèmes musicaux qui leur sont associés, élément corrigé dans Mary Poppins.
Le générique du film possède un style jazzy avant d'adopter un style plus médiéval par la suite. Les chansons anglaises comptent A most Befuddling Thing, Higitus Figitus, The Legend of the Sword in the Stone. La Légende d'Excalibur (The Legend of the Sword in the Stone) est une ballade narrative composée par les frères Sherman comme chantée par un troubadour et sert de prologue au film.
Deux chansons ont été composées mais retirées du film, The Blue Oak Tree et The Magic Key. Cette dernière sur le thème d'une clé magique et prévue pour la scène de lecture avec Merlin a été remplacée par Higitus Figitus. Elle apparaît toutefois dans une vidéo promotionnelle chantée par Richard Sherman en bonus d'une édition sur support vidéo. Blue Oak Tree est censée démontrer la stupidité des chevaliers, se battant et mangeant jour après jour.
La musique du film a été nommée pour l'Oscar de la meilleure musique de film lors de la 36e cérémonie des Oscars, mais a perdu face à Irma la Douce (1963).

#### Bande originale
- La Légende d'Excalibur (The Sword in the Stone) - Soliste
- Higitus Figitus - Merlin
- C'est c'qui fait qu'tout tourne rond (That's What Makes the World Go Round) - Merlin et Moustique
- La Chose la plus compliquée (A Most Befuddling Thing) - Merlin
- Zim zam ba rim bim (Mad Madame Mim) - Madame Mim
- Pour notre roi (Blue Oak Tree) - Hector et Pélimore

## Sortie et accueil

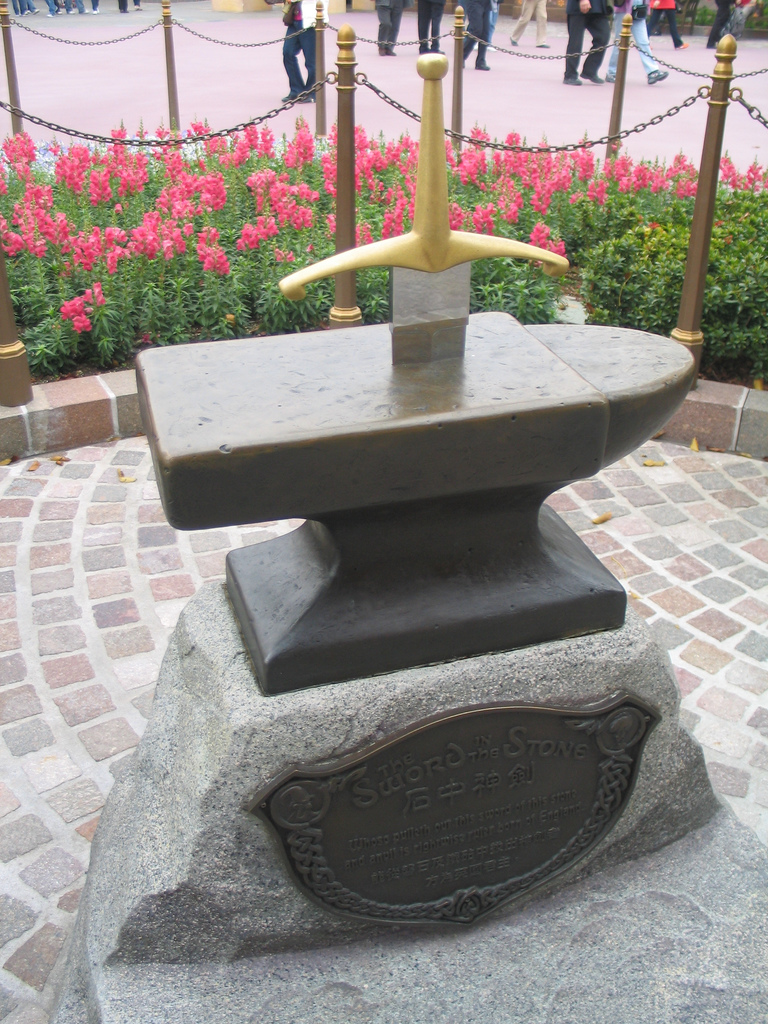
The Sword in the Stone au parc d'attractions Hong Kong Disneyland.

Le film sort à Noël 1963, soit deux ans après le précédent long métrage d'animation Les 101 Dalmatiens. John West évoque une sortie au Royaume-Uni fin 1963 qui n'a pas été bien accueillie par le public et qui a été adossée à la sortie du film Le Justicier aux deux visages composé d'extraits de la série L'Épouvantail alors non encore diffusée. La première britannique du Justicier aux deux visages est datée du 6 décembre 1963, ce qui suggère une sortie de Merlin l'Enchanteur quelques jours auparavant.
Selon Leonard Maltin Merlin l'Enchanteur a reçu de bonnes critiques, malgré une qualité d'animation jugée en demi-teinte, mais a été un succès modéré au box-office. Toutefois la plupart des auteurs jugent l’animation de qualité. D'après Maltin, le film a récolté 4,5 millions USD, ce qui est correct, mais loin des records des films Disney sortis à Noël,. Lambert donne lui la somme de 10 millions de dollars et une cinquième place au box-office américain.
La sortie du film a été accompagnée par deux éditions phonographiques, la première est tirée de la bande originale, mais ne dure que 15 minutes, l'une des plus courtes de Disney. Une autre édition est plus notable, première version comportant un livre pop-up et un nouvel enregistrement des paroles du film par la même distribution spécifiquement pour le support vinyle. De précédentes productions de Disney ont soit réutilisé la bande originale du film, soit demandé à une autre distribution de faire un enregistrement spécifique.
Le film a été rediffusé au cinéma seulement à deux reprises entre sa sortie et le milieu des années 1990, en 1972 et en 1983, à comparer aux quatre rééditions de Bambi (1942) et des 101 Dalmatiens ou les cinq de Pinocchio (1940) durant la même période. Malgré des ressorties régulières, le public n'a pas développé une affection particulière envers Merlin l'Enchanteur comme pour d'autres longs métrages Disney.

### Réception critique
La principale critique est la différence d'atmosphère et de style graphique par rapport aux précédents films de Disney qui se déroulent également au Moyen Âge. Les critiques britanniques ont été moins dures que les américaines considérant que le film comprend trop d'humour et pas assez de scénario. Dilys Powell dans le Sunday Times du 15 décembre 1963 écrit que le « Grand inventeur et ses collaborateurs – car beaucoup de gens oublient à quel point Walt Disney est un inventeur – ont encore des plaisanteries à sortir de leurs manches. Celles de Merlin l'Enchanteur sont assez agréablement libres de la sauvagerie occasionnelle de Disney. » Richard Mallet dans le Punch du 25 décembre, qualifie le film de « Disney de Noël moyennement bon ». Le Monthly Film Bulletin écrit : « Tout n'est qu'une vide immensité. Le monde de Disney existe dans un vide et est si éloigné de cela qu'il ne se raccroche plus qu'à ses propres vérités. »
Judith Crist du Herald Tribune considère le film comme « un plaisir délicieux… [avec] des chansons qui se retiennent, des dessins agréables et une charmante histoire ». Pour Howard Thompson du New York Times, il s'agit d'un film chaleureux, amusant et sage… avec un humour pétillant de réalisme et de sophistication, accessible à tous les âges, qui transforme certains personnages de la Vieille Angleterre du XVe siècle en des pépites Disney. Stanley Kauffmann dans The New Republic est plus nuancé et écrit que le film est « un énorme lait malté, fait d'ingrédients arthuriens pasteurisés. Chaque élément, de la musique au dessin, est une variante d'un précédent – et meilleur – film Disney,. »

### Critiques tardives
Les auteurs spécialisés dans les productions Disney sont aussi critiques vis-à-vis du film. Pour Leonard Maltin, Merlin l'Enchanteur est un « bon film, mais il échoue de peu à être un grand film ». Il ajoute que l'œuvre est une production Disney plus proche des films en prises de vue réelles de l'époque que des « Classiques d'animation ». Ces films des années 1960, pour Maltin, distraient le public au cinéma durant plus de 70 minutes, mais ne lui laissent aucun souvenir impérissable une fois sorti de la salle. Grant résume l'avis de Maltin ainsi : « prêt à l'emploi, c'est un film non exceptionnel avec [juste assez] de la magie Disney pour le recommander. » Richard Schickel écrit que c'est « le moins connu des films de Disney ». Steven Watts le classe parmi « les films d'animation plaisant et occasionnellement impressionnant produits par le studio au début des années 1960 ». Neil Sinyard écrit lui que « le film est assez mal connu, mais possède une animation excellente, une structure complexe et un aspect philosophique plus important que les autres productions Disney ». Il suggère que les propos de Merlin ont quelque chose de Walt Disney et madame Mim, qui se plaint de tout même du soleil, peut s'apparenter aux critiques [cinématographiques].
Robin Allan trouve les décors stylisés de Merlin l'Enchanteur magnifiques, particulièrement les sombres forêts avec leur rendu tout en délicatesse et loue le directeur artistique Ken Anderson. Certaines scènes comiques sont inventives comme la bataille entre Merlin et madame Mim. Les couleurs sont fraîches et vivantes, moins linéaires que dans Les 101 Dalmatiens. Allan poursuit de manière plus critique que la voix d'Arthur, interprétée par plusieurs jeunes Américains, contraste et annule le travail minutieux des voix anglaises des autres personnages. Koenig note à ce sujet qu'Arthur reste un préadolescent tout au long du film alors que Kay grandit et approche la vingtaine à la fin. Pour Bob Thomas le film est simplement décevant et Walt Disney se serait en conséquence investi un peu plus sur la production suivante Le Livre de la jungle (1967). Robin Allan écrit que « les artistes Disney se débrouillèrent moins bien avec le curieux mélange de magie et d'ironie du livre de T. H. White » par rapport au film Les 101 Dalmatiens qui lui aussi utilise des sources anglaises.
John Grant écrit que « le film n'est pas mauvais et est agréable à regarder, mais à l'inverse des autres films Disney, il est en grande partie à oublier ». Adrian Bailey déclare que « le film a échoué à tous les niveaux sauf celui de l'animation ». Pour David Whitley, la scène avec les poissons fait entrer le film dans les régulières incursions de Disney dans l'univers de la fantaisie sous-marine aux côtés de La Petite Sirène (1989), Bébés d'eau (1935) ou Splash (1984) et plus récemment Le Monde de Nemo (2003).

## Analyse

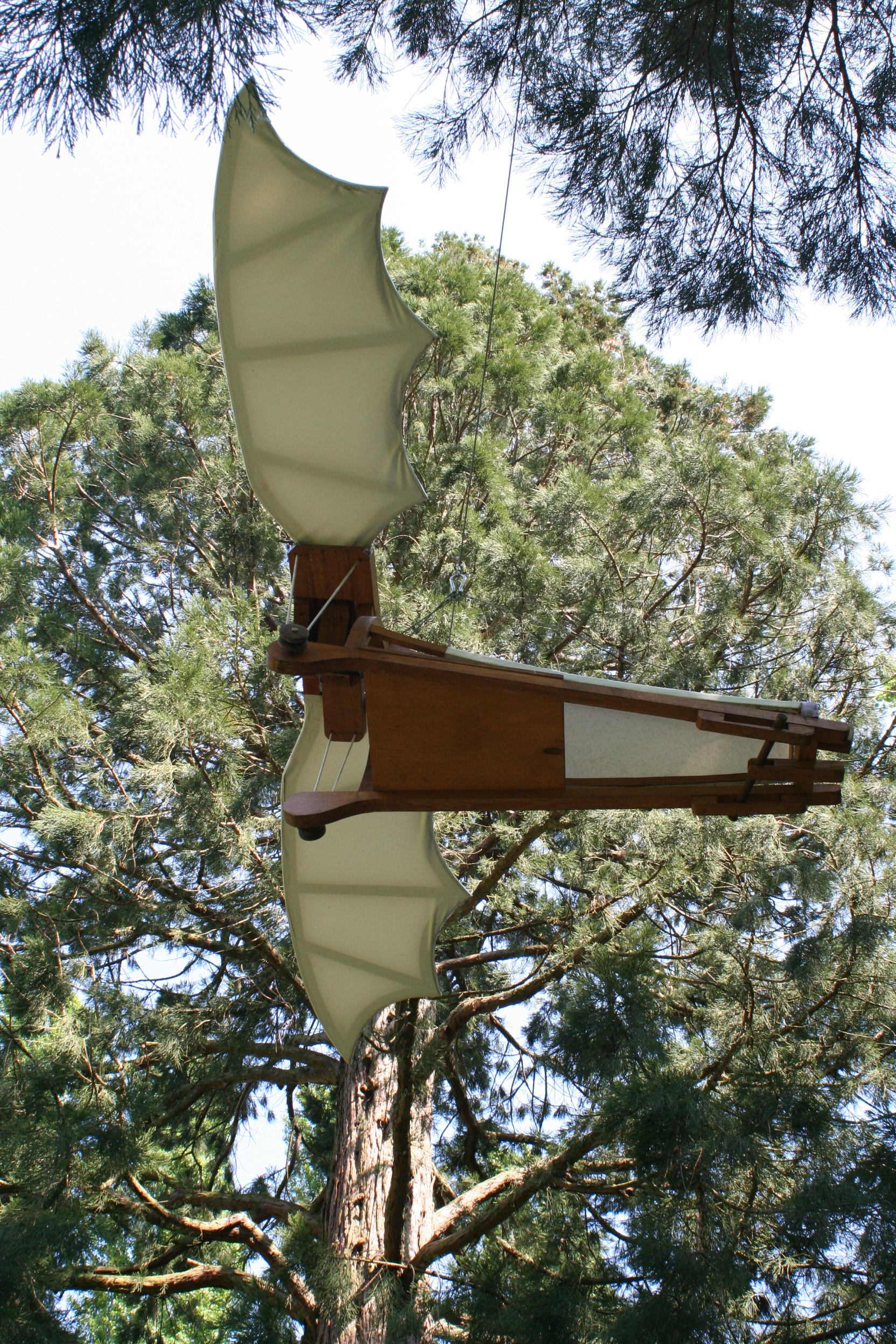
La Machine volante conçue par Léonard de Vinci, proche de celle détenue par Merlin

### Magicien et éducation
Douglas Brode compare Merlin l'Enchanteur et les autres productions de Disney mettant en scène des magiciens. La première est L'Apprenti sorcier dans Fantasia (1940) avec Mickey Mouse. Puis L'Apprentie sorcière en 1971 prouve que le sujet est récurrent chez Disney. Brode considère même Merlin l'Enchanteur comme une suite non officielle de L'Apprenti sorcier spécialement en raison de la réutilisation de balais vivants. Jerry Beck considère lui que le personnage du hibou Archimède est une réplique animalière du personnage de Merlin, l'animal aurait gagné à avoir une personnalité différente. La comparaison entre les duos Mickey-Yensid et Arthur-Merlin montre que Mickey échoue à utiliser le pouvoir magique par manque d'expérience et n'a pas tout compris, toutefois il n'échappe pas à ses responsabilités et doit accomplir des tâches d'intérêt général. Avec Merlin, dès que les balais ont fini, Arthur est poussé vers les études. Brode s'interroge sur les conséquences dans l'hypothèse où Mickey prend le temps de lire les livres, après avoir fini de nettoyer. Pour Sandra Gorgievski, le magicien et surtout le dragon participent à la vision merveilleuse du Moyen Âge, tout comme les forteresses et leur architecture audacieuse (asymétrie, escaliers entrecroisées, donjons élancées).
Brode poursuit en expliquant que Merlin éduque Arthur, mais selon la vision romantique de Disney. Le jeune garçon doit réapprendre la vie auprès de la pureté naturelle afin d'atténuer les empreintes de la civilisation. Cette civilisation perçue par Disney selon Brode comme offrant une vie d'abondance, mais aussi de mort instantanée. Les transformations d'Arthur lui permettent d'appréhender des notions de survie, que ce soit la sexualité avec l'écureuil ou la mort avec l'aigle. Disney propose une éducation utilisant harmonieusement la vision romantique du XIXe siècle et les thèses développées dans Le Siècle de la raison par Thomas Paine. Merlin souhaite éduquer Arthur à l'abri de la violence de Kay et des autres garçons normaux, préférant une approche pacifique.
Cette éducation, malgré la qualité de magicien de l'éducateur Merlin, n'est pas basée sur la magie, car celle-ci ne résout pas tous les problèmes. Ce que confirme Merlin à son hôte lorsqu'il emménage avec Arthur dans le château d'Hector. Sandra Gorgievski écrit même qu'elle est toujours au bord du désastre. L'opposition des magiciens Merlin et madame Mim n'est pas sous-tendue par l'opposition de la magie en magie blanche et magie noire mais simplement par les conditions des deux magiciens, le préjugé des spectateurs par rapport à ces conditions, Merlin étant socialement mieux accepté que son adversaire et peut voyager dans le temps.

### Adaptation d'une légende arthurienne

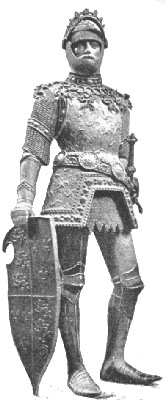
Le roi Arthur en armure, sculpture du XVe siècle cénotaphe de l'empereur Maximilien Ier du Saint-Empire, dessin d'Albrecht Dürer sculpté par Peter Vischer.

Christopher Finch écrit que « Merlin l'Enchanteur n'est pas [le résultat] des meilleurs efforts du studio Disney et bien qu'il se concentre sur l'enfance d'Arthur auprès de Merlin, il ne parvient pas à reproduire le ton de T. H. White. Malgré la présence d'éléments amusants, d'une animation comme toujours [de qualité], le développement des personnages est faible. Le personnage de Merlin, au lieu d'être impressionnant, est présenté comme un « cornichon maladroit » détruisant le fond de l'histoire. » Pour Robin Allan, l'originalité de l'Angleterre médiévale vue depuis l'autre côté de l'Atlantique n'est pas exploitée et les éléments de mystères et de magie attachés à la légende arthurienne suggérés dans l'œuvre de White avec délicatesse sont ignorés. Pinsky écrit que les propos d'Arthur à la fin du film « Je ne peux pas être roi... car je ne sais pas comment diriger un pays » gênent le spectateur, car le personnage ne subit aucune transformation, élément attendu et présent dans les toutes meilleures histoires. Les jeunes spectateurs peuvent donc uniquement profiter des traits d'humour tandis que les plus âgés connaissant déjà l'histoire ne voient pas leurs attentes se réaliser.
Pour Maltin, une bonne histoire comme celle de T. H. White aurait pu être facilement transportée dans l'univers du dessin animé, mais il semble que l'équipe de Disney a tout fait pour rendre le film plus terre-à-terre. Au lieu de jouer avec la magie et le charisme de Merlin qui prend un jeune garçon sous son aile, la magie est banalisée tandis que les aspirations d'Arthur sont proches de la mondanité. Ainsi comme l'écrit Douglas Brode, Disney n'a pas réussi à « créer une nouvelle variation d'un ancien archétype, le talent individuel s'exprimant lui-même tandis qu'il emprunte au mythe durable. »
L'équipe Disney a profondément modifié l'histoire de White et la légende arthurienne pour en faire Merlin l'Enchanteur. Ainsi le miracle de l'épée sortant de la pierre n'est pas expliqué et la pierre est installée dans une église en ruine à proximité de Londres au lieu d'une forêt reculée. Merlin possède aussi le don de voyager dans le temps, ce que confirment plusieurs de ses propos, alors que les autres auteurs en font simplement un humain ayant vécu très longtemps. Afin de démystifier le personnage et le rendre moins terrifiant pour le jeune public, le Merlin de Disney est bienveillant, contrastant avec Un Yankee à la cour du roi Arthur (1889) de Mark Twain. Le film utilise le personnage de Merlin, mais bien qu'il participe à la survivance du mythe, il partage peu de chose avec le mythe de Thomas Malory. Pour Raymond H. Thompson, le film traite de manière ironique la légende arthurienne, tout comme Sacré Graal ! (1975) des Monty Python.
Pour Grant, le problème du film réside dans l'usage d'un mythe arthurien. Cette littérature a selon lui atteint le statut d'une pseudo-religion au point que le traitement Disney est voué à l'échec. Il ajoute que le public s'attend à une adaptation révérencieuse de la légende d'Arthur et de Merlin et a été déçu en découvrant le film, mais le film suit la trame d'un livre éloignée de la légende. Grant reste choqué par l'apparition de Merlin avec des lunettes noires, vision qu'il trouve impossible à réconcilier avec aucune des versions de Merlin, même celle de Disney. Koenig note que certains faits ne sont pas logiques comme le passage où Moustique découvre pour la première fois qu'Archimède est un hibou vivant et parlant, puis quelques secondes plus tard lui sert du thé. De même Merlin pointe une « maquette d'objet volant » et Moustique répond qu'il se demande comment un homme pourrait voler avec cela alors que rien ne peut l'amener à cette réflexion, ni son expérience ni les explications de Merlin.
La scène finale du film, le couronnement d'Arthur fait écho aux baisers des princes dans Blanche-Neige et les Sept Nains et  La Belle au bois dormant mais alors que de nombreux auteurs évoquent un merveilleux chrétien, le studio Disney se contente d'une fin heureuse, un rétablissement de l'ordre comme un conte de fée. Cette adaptation passe sous silence la tragédie du mythe arthurien et oblige l'arrêt du film au couronnement, les chevaliers de la table ronde ne sont présents qu'au travers d'une remarque humoristique de Merlin au sujet d'une table ronde. Ainsi la légende arthurienne est devenue un conte de fées.
Grant évoque aussi l'échec du film Taram et le Chaudron magique (1985) qui n'a pas réussi à reproduire l'atmosphère proche des légendes arthuriennes. Allan écrit que l'équipe responsable du projet a obtenu l'opportunité d'adapter l'œuvre, mais n'a pas réussi à reproduire ou réinventer le monde de White. Il constate que ces artistes ont du mal à se souvenir de leur participation et dans les interviews ont fait très peu de commentaires sur le film.

### Raisons du relatif échec
Dave Smith classe le film parmi les Classiques de Disney mais ce classement semble contredit par de nombreux auteurs. Pour Grant, la cause de l'échec commercial du film est imputable en partie à l'histoire de T. H. White mais surtout aux voix dont celle d'Archimède ou des trois voix du jeune Arthur de la version originale, personnage interprété par Rickie Sorensen et les deux fils de Wolfgang Reitherman, Richard et Robert,. 
Pour Maltin, le recours à des répliques comiques des années 1960 met en danger le film, car il le fige dans le temps. Grant désapprouve aussi ces usages d'anachronismes et la mauvaise conception du personnage d'Arthur. De plus, le film comporte de nombreuses répliques assez explicatives qui peuvent lasser les plus jeunes. Pour Michael Barrier, la faute incombe à Wolfgang Reitherman qui selon lui n'est pas un animateur de personnalités, mais plutôt un animateur d'actions, depuis l'animation de Monstro dans Pinocchio (1940) aux courses effrénées dans Les 101 Dalmatiens en passant par les courts métrages de Dingo. Ce choix de Reitherman comme réalisateur unique aurait selon Ward Kimball été motivé par le souhait d'avoir une personne qui ne ferait pas de vague. Walt Disney aurait apprécié dès septembre 1939 le caractère de Reitherman, celui d'accepter n'importe quelle tâche avec le sourire. Bob Carlson se souvient des propos de Walt Disney au sujet de Reithermann, qu'il assimile à un jeune garçon américain moyen, raison pour laquelle il lui demande souvent son avis sur les productions.
Une conséquence de ce choix de réalisateur serait le manque d'émotion. Beck attribue à Reitherman les principaux défauts du film : assemblages d'éléments discontinus sans cohérence narrative, humour et gags grossiers, anachronismes, développement trop important et rapide de l'histoire quand il y en a pour permettre aux personnages de se développer. Michael Barrier écrit que Ken Anderson ne devrait pas figurer au crédit du film comme directeur artistique, car avec Merlin l'Enchanteur encore plus que pour Les 101 Dalmatiens, la frontière entre personnages et décors a été effacée. Sandra Gorgievski évoque aussi ces anachronismes avec le voyage dans le temps de Merlin et son télescope futuriste pour Arthur. Elle relie ce traitement au court-métrage Mickey au Moyen Âge (1933) ou à une remarque du prince Philippe à Aurore dans La Belle au bois dormant évoquant les temps moderne du XXe siècle et elle constate que Disney brouille régulièrement les référents temporels transformant le Moyen Âge en un monde imaginaire familier.
Le plus étonnant pour Maltin est la faible empreinte laissée par ce film dans l'esprit du public. Jerry Beck consière même qu'il s'agit d'un des longs-métrages parmi le plus oubliables et ayant peu de choses à voir avec les productions de l'époque. Lambert évoque le statut de film mineur pour cette production malgré des premiers espoirs assez forts. Rebecca et Samuel Umland considèrent le film comme obscur et constatent eux aussi qu'il ne fait pas partie du même courant que les classiques d'animation de Disney. Alors que Bob Thomas détaille longuement l'implication de Walt Disney dans Mary Poppins (1964), il passe sous silence sa participation à Merlin l'Enchanteur. La plupart des auteurs évoquent seulement la validation du script de Bill Peet et la nomination du réalisateur Wolfgang Reitherman. Les Umland catégorisent le film dans les aventures de type Lewis Carroll, un voyage dans le pays imaginaire. Ainsi le film devient un modèle pour « l'expérience Disney. »
Neal Gabler note que la production du studio est essentiellement tournée vers la télévision et les films en prises de vue réelle, seuls Les 101 Dalmatiens et Merlin l'Enchanteur sont produits durant la première moitié de décennie des années 1960, même Mickey Mouse n'est pas apparu dans un court métrage depuis 1953.
Toutefois, le personnage de madame Mim a été réutilisé à partir du milieu des années 1960 et les années 1970 dans plusieurs histoires liées à l'univers des canards de Disney aux côtés de Miss Tick, souvent en tant qu'apprentie de cette dernière et persécutant Balthazar Picsou, comme dans Miss Tick n'est pas aidée ! publiée le 10 août 1965. Elle apparaît aussi dans des histoires de Mickey Mouse, Donald Duck et même du Capitaine Crochet, de plus parfois comme un personnage gentil.
On trouve peu de traces du film dans les parcs Disney, à part l'épée dans l'enclume à Fantasyland mis en place  à Disneyland en 1983 et au Magic Kingdom en 1994 et les personnages ne sont pas devenus des classiques en termes commerciaux.

## Adaptations et produits dérivés

### Bandes dessinées
Poursuivant le principe entamé avec Blanche-Neige, le studio a publié l'histoire du film sous la forme de bandes dessinées. Le site INDUCKS recense deux histoires de Merlin l'Enchanteur publiées toutes deux au moment de la sortie du film. La première publication se présente sous la forme de bande dessinée dominicale basée sur un scénario de Frank Reilly et des dessins de John Ushler publiée entre le 6 octobre et le 29 décembre 1963.
La seconde publication est un comics dessiné par Pete Alvarado et publié en décembre 1963 chez Dell/Western découpé en plusieurs chapitres avec en bonus des images tirées du film.
En outre, madame Mim apparaît dans de nombreuses histoires de l'univers des canards de Disney aux côtés de Miss Tick.

### Jeux vidéo
- Madame Mim apparaît aussi dans le jeu World of Illusion (1992)[106].
- Dans le jeu vidéo Kingdom Hearts, on peut voir Merlin dans la Ville de Traverse qui entraîne Sora à utiliser la magie. Il donne également de nouvelles armes après l'exécution de certaines tâches[107].
- Dans la suite du jeu Kingdom Hearts 2[108], Merlin est de retour comme membre du « Comité de restauration de la Forteresse oubliée » ; cependant, son importance est seulement une partie infime de l'histoire et n'affecte pas directement le joueur. En raison de son expérience de la magie, Merlin est souvent en désaccord avec un autre membre du comité : Cid Highwind, qui est un expert en matière d'ordinateurs et de technologie.
- Dans la préquelle Kingdom Hearts: Birth by Sleep, Merlin apparait au Jardin Radieux, de retour après un voyage dans lequel il trouva le livre de Winnie l'ourson sans s'en rendre compte, permettant à Terra de le rencontrer après que le mage l'a égaré. Plus tard, il va rencontrer Ventus, puis Aqua et les autorise à utiliser le livre[109].

Dans ces trois jeux vidéo, la voix anglaise de Merlin est interprétée par Jeff Bennett et la voix française est celle de Roger Carel.